# Saints-en-Puisaye
Saints-en-Puisaye é uma comuna francesa na região administrativa de Borgonha-Franco-Condado, no departamento de Yonne. Estende-se por uma área de 27,71 km². Em 2010 a comuna tinha 564 habitantes (densidade: 20,4 hab./km²).